# Maimuna meronis
Espèce
Maimuna meronis est une espèce d'araignées aranéomorphes de la famille des Agelenidae.

## Distribution
Cette espèce est endémique d'Israël.

## Publication originale
- Levy, 1996 : The agelenid funnel-weaver family and the spider genus Cedicus in Israel (Araneae, Agelenidae and Cybaeidae). Zoologica Scripta, vol. 25, no 2, p. 85-122.